# Cuenca de Tarija

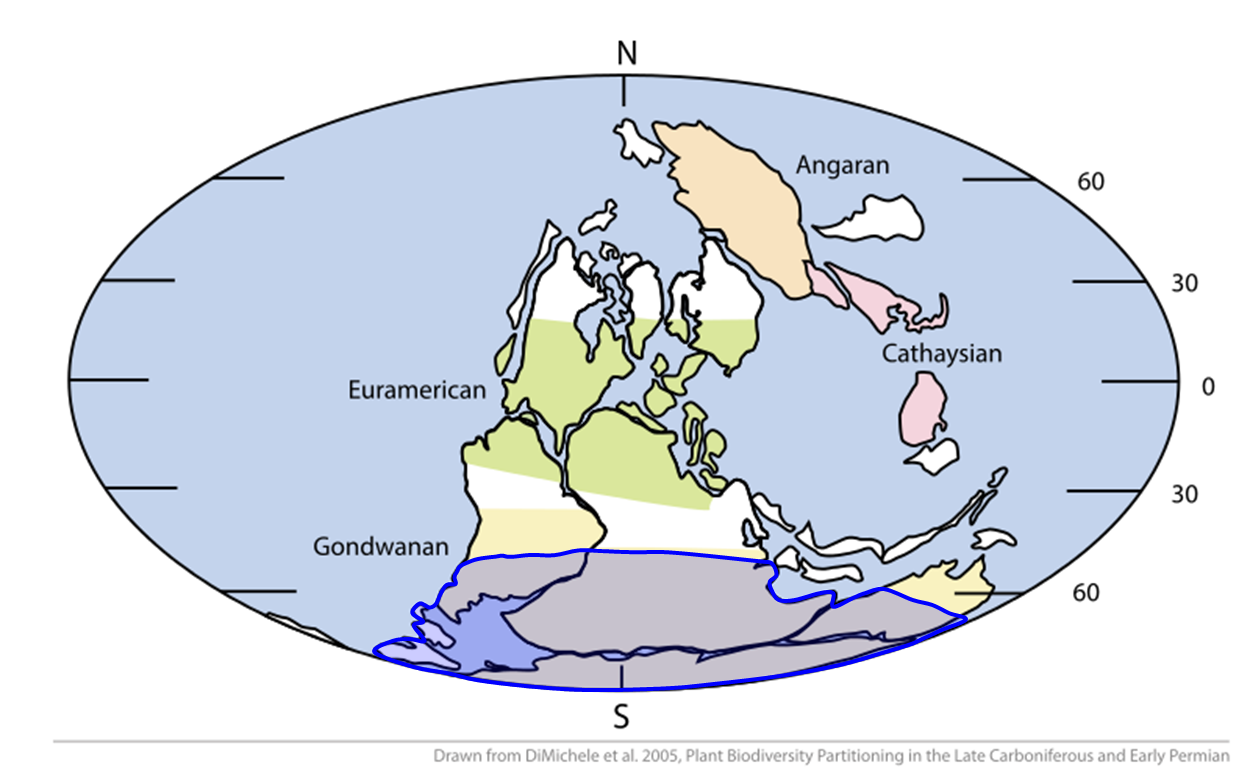
Extensión de la glaciación Karoo sobre Gondwana. Esta glaciación habría afectado el tipo de sedimentos en la cuenca.

La cuenca de Tarija es una antigua cuenca sedimentaria gasífera en el sureste de Bolivia y el noroeste de Argentina que antecede a la formación de los Andes. La cuenca acumuló sedimentos durante un periodo de 160 millones de años desde el Carbonífero al Jurásico hasta llegar a tener un espesor aproximado de 2500 metros. Esto se traduce en bajas tasas de acumulación (en promedio 16 metros por millón de años) si se compara con otras cuencas sedimentarias. La baja tasa de acumulación se explica con una escasa subsidencia y esta subsidencia limitada se vería reflejada en periodos de erosión que se manifiestan como discordancias en el relleno sedimentario. Entre los dos grupos más antiguos, Macharetí y Mandiyutí, estas discordancias llegan incluso a constituir paleovalles. La acumulación de sedimentos en la cuenca ocurrió cuando Sudamérica era parte del continente Gondwana. Este continente estuvo parcialmente glaciarizado desde fines del Devónico hasta fines del Pérmico generando un impacto en los depósitos de la cuenca.
La cuenca posee petróleo albergado en rocas sedimentarias correspondientes a areniscas de edad carbonífera depositadas en antiguos canales cavados en rocas devónicas.
Hacia el sur la cuenca está delimitada por la dorsal de Michicola, un alto de basamento.

## Relleno sedimentario
El relleno sedimentario de la cuenca compone de varias formaciones geológicas reunidas en cuatro grupos:  Macharetí, Mandiyutí, Cuevo y Tacurú. El grupo Macharetí, el primero en depositarse en la cuenca, consiste en una base de sedimentos arenosos, seguida estratigráficamente de "rocas pelíticas oscuras" usualmente laminadas. Luego le siguen principalmente diamictitas. En menor medida el grupo contiene intercalaciones de conglomerado y arenisca. En este grupo también se observan clastos interpretados como dropstones y sustratos con estrías glaciares. Sobre el grupo Macharetí yace el grupo Mandiyutí cuya base es de rocas arenosas y duras, y más arriba estrigráficamente compone de rocas pelíticas oscuras, en partes con diamictitas y de forma limitada, areniscas. La sigue el grupo Cuevo. Este Grupo tiene en partes un conglomerado basal, pero domina en el resto del grupo las areniscas depositadas por el viento, la piedra caliza y la limolita. Las rocas más jóvenes de la cuenca, las del grupo Tacurú, afloran principalmente en Bolivia y alcanzan un espesor máximo de 600m. Estas rocas son mayoritariamente areniscas depositadas por el viento.